# Milorad Karalić
Milorad Karalić (en serbe : Милорад Каралић), né le 7 janvier 1946 à Ivanjska près de Banja Luka, est un ancien joueur yougoslave de handball.
Il participe aux Jeux olympiques de 1972 de Munich avec l'équipe de Yougoslavie. Il devient champion olympique à 26 ans avec son pays, après avoir joué l'intégralité des matches de la compétition et marqué deux buts.
Quatre ans plus tard, il participe aux Jeux olympiques de 1976 à Montréal ; la Yougoslavie ne gagnera pas un deuxième titre consécutif, finissant à la 5e place du tournoi.
Côté club, il passe la majorité de sa carrière avec le RK Borac Banja Luka, il remporte ainsi plusieurs titres nationaux, mais également un titre continental, la Coupe des clubs des champions en 1976.

## Palmarès
- Jeux olympiques
  -  Médaille d'or aux Jeux olympiques en 1972 à Munich
  - 5e place aux Jeux olympiques en 1976 à Montreal

- Championnat du monde
  -  Médaille de bronze au Championnat du monde 1970 en France